# JWP認定タッグ王座
JWP認定タッグ王座（ジェー・ダブリュー・ピーにんていタッグおうざ）は、JWP女子プロレスが管理、認定していた王座。

## 歴史
1992年8月9日、JWP女子プロレス後楽園ホール大会で行われた初代王座決定トーナメントに優勝したキューティー鈴木&尾崎魔弓組が初代王者になった。
2008年8月3日、JWP後楽園ホール大会で行われた初代デイリースポーツ認定女子タッグ王座決定トーナメントに優勝した王者の春山香代子&倉垣翼組がタッグ二冠王者になった。以降は2つの王座の防衛戦が同時に行われている（例外あり）。
2009年12月13日、JWPラゾーナ川崎プラザソル大会でタッグ二冠王者の日向あずみ&輝優優組、インターナショナルリボンタッグ王者の米山香織&さくらえみ組による王座統一戦が行われて勝利した日向&輝組がタッグ三冠王者になった。12月27日、日向の引退により、インターナショナルリボンタッグ王座を返上してタッグ二冠王座になった。
2011年11月13日、JWP東京キネマ倶楽部大会でタッグ二冠王者の春山&倉垣組、TLW世界女子タッグ王者の米山&ヘイリー・ヘイトレッド組による王座統一戦が行われて勝利した米山&ヘイトレッド組がタッグ三冠王者になった。
2012年1月7日、米山&ヘイトレッド組がタッグ三冠王座を返上したため、JWP認定タッグ王座とデイリースポーツ認定女子タッグ王座のタッグ二冠王座になった。
2017年4月2日、JWPの活動停止により、王座を管理、認定しているJWPプロデュースが継続して管理するため封印。

## 歴代王者
| 歴代   | タッグチーム                                                     | 戴冠回数 | 防衛回数 | 獲得日付       | 獲得場所 （対戦相手・その他）                                              |
| ------ | ---------------------------------------------------------------- | -------- | -------- | -------------- | -------------------------------------------------------------------------- |
| 初代   | キューティー鈴木&尾崎魔弓                                        | 1        | 2        | 1992年8月9日   | 後楽園ホール ダイナマイト関西&斎藤澄子                                     |
| 第2代  | デビル雅美&ダイナマイト関西                                      | 1        | 0        | 1993年3月21日  | 後楽園ホール                                                               |
| 第3代  | キューティー鈴木&尾崎魔弓                                        | 2        | 1        | 1993年12月2日  | 川崎市体育館                                                               |
| 第4代  | 三田英津子&下田美馬                                              | 1        | 3        | 1994年3月27日  | 横浜アリーナ                                                               |
| 第5代  | 尾崎魔弓&福岡晶                                                  | 1        | 0        | 1995年1月8日   | 後楽園ホール                                                               |
| 第6代  | ダイナマイト関西&キューティー鈴木                                | 1        | 1        | 1995年3月18日  | 大阪府立臨海スポーツセンターサブアリーナ                                   |
| 第7代  | 福岡晶&KAORU                                                     | 1        | 1        | 1995年12月9日  | 横浜文化体育館                                                             |
| 第8代  | ダイナマイト関西&キューティー鈴木                                | 2        | 0        | 1996年7月7日   | 後楽園ホール                                                               |
| 第9代  | デビル雅美&福岡晶                                                | 1        | 4        | 1996年11月26日 | 大田区体育館                                                               |
| 第10代 | 豊田真奈美&伊藤薫                                                | 1        | 0        | 1998年1月23日  | 川崎市体育館                                                               |
| 第11代 | 福岡晶&久住智子                                                  | 1        | 0        | 1998年2月11日  | 後楽園ホール                                                               |
| 第12代 | デビル雅美&キューティー鈴木                                      | 1        | 0        | 1998年6月14日  | 後楽園ホール                                                               |
| 第13代 | 福岡晶&久住智子                                                  | 2        | 1        | 1998年7月31日  | 川崎市体育館                                                               |
| 第14代 | コマンド・ボリショイ&カルロス天野                                | 1        | 2        | 1999年1月15日  | 松下IMPホール                                                              |
| 第15代 | ZAP-I&ZAP-T                                                      | 1        | 0        | 2000年2月10日  | 後楽園ホール                                                               |
| 第16代 | コマンド・ボリショイ&日向あずみ                                  | 1        | 0        | 2000年6月18日  | 後楽園ホール                                                               |
| 第17代 | 輝優優&元気美佐恵                                                | 1        | 2        | 2001年3月31日  | ディファ有明                                                               |
| 第18代 | 日向あずみ&春山香代子                                            | 1        | 0        | 2001年8月31日  | 板橋産文ホール                                                             |
| 第19代 | GAMI&コマンド・ボリショイ                                        | 1        | 2        | 2001年9月10日  | 東京キネマ倶楽部                                                           |
| 第20代 | 日向あずみ&輝優優                                                | 1        | 3        | 2002年7月20日  | 新宿アイランドホール                                                       |
| 第21代 | ブルキャッツ （春山香代子&米山香織）                             | 1        | 2        | 2004年1月25日  | 東京キネマ倶楽部                                                           |
| 第22代 | 倉垣翼&AKINO                                                     | 1        | 1        | 2004年12月12日 | 東京キネマ倶楽部                                                           |
| 第23代 | 米LEO （米山香織&闘獣牙Leon）                                    | 1        | 3        | 2005年5月15日  | 後楽園ホール                                                               |
| 第24代 | 植松☆輝 （植松寿絵&輝優優）                                      | 1        | 2        | 2006年8月6日   | 板橋グリーンホール                                                         |
| 第25代 | WANTED!? （阿部幸江&KAZUKI）                                     | 1        | 1        | 2006年12月24日 | 後楽園ホール 2007年6月10日返上                                             |
| 第26代 | WANTED!? （阿部幸江&KAZUKI）                                     | 2        | 0        | 2007年6月10日  | 東京キネマ倶楽部 植松寿絵&輝優優                                           |
| 第27代 | 植松☆輝 （植松寿絵&輝優優）                                      | 2        | 0        | 2007年7月8日   | 東京キネマ倶楽部                                                           |
| 第28代 | 春倉 （春山香代子&倉垣翼）                                       | 1        | 3        | 2007年8月12日  | 板橋グリーンホール                                                         |
| 第29代 | 植松☆輝 （植松寿絵&輝優優）                                      | 3        | 1        | 2008年10月12日 | 新宿FACE                                                                   |
| 第30代 | 堀田祐美子&蹴射斗                                                | 1        | 1        | 2009年1月25日  | デルフィンアリーナ道頓堀                                                   |
| 第31代 | コマンド・ボリショイ&藪下めぐみ                                  | 1        | 0        | 2009年4月12日  | 後楽園ホール                                                               |
| 第32代 | よねざくら （米山香織&さくらえみ）                               | 1        | 1        | 2009年7月19日  | 後楽園ホール                                                               |
| 第33代 | 日向あずみ&輝優優                                                | 1        | 0        | 2009年12月13日 | ラゾーナ川崎プラザソル                                                     |
| 第34代 | 植松寿絵&KAZUKI                                                  | 1        | 5        | 2010年3月22日  | 世界館                                                                     |
| 第35代 | 阿部幸江&アジャコング                                            | 1        | 1        | 2010年9月19日  | 新宿FACE                                                                   |
| 第36代 | 春倉 （春山香代子&倉垣翼）                                       | 2        | 2        | 2010年12月23日 | 後楽園ホール                                                               |
| 第37代 | クイーンズ・レボリューション （米山香織&ヘイリー・ヘイトレッド） | 1        | 0        | 2011年11月13日 | 東京キネマ倶楽部 2012年1月7日返上                                          |
| 第38代 | 植松☆輝 （植松寿絵&輝優優）                                      | 4        | 1        | 2012年4月8日   | 東京キネマ倶楽部 中森華子&大畠美咲 2012年4月30日に植松寿絵が引退のため返上 |
| 第39代 | 米山香織&さくらえみ （リセット）                                 | 2        | 2        | 2012年5月4日   | 東京キネマ倶楽部 コマンド・ボリショイ&ラビット美兎                         |
| 第40代 | コマンド・ボリショイ&中島安里紗                                  | 1        | 2        | 2012年8月19日  | 後楽園ホール                                                               |
| 第41代 | 春倉 （春山香代子&倉垣翼）                                       | 3        | 2        | 2013年1月6日   | 板橋グリーンホール                                                         |
| 第42代 | ハートムーブ （中森華子&モーリー）                               | 1        | 0        | 2013年8月18日  | 後楽園ホール 2013年10月27日にモーリーが負傷のため返上                      |
| 第43代 | 十文字姉妹 （DASH・チサコ&仙台幸子）                             | 1        | 0        | 2013年12月15日 | 後楽園ホール Leon&Ray 2014年4月11日に仙台幸子が負傷のため返上              |
| 第44代 | ワイルドスナフキン （コマンド・ボリショイ&木村響子）             | 1        | 3        | 2014年5月4日   | 板橋グリーンホール つくし&ラビット美兎                                     |
| 第45代 | ボラドーラスL×R （Leon&Ray）                                     | 1        | 4        | 2014年12月28日 | 後楽園ホール                                                               |
| 第46代 | 十文字姉妹 （DASH・チサコ&仙台幸子）                             | 2        | 2        | 2015年7月26日  | DIAMOND HALL                                                               |
| 第47代 | ベストフレンズ （中島安里紗&藤本つかさ）                         | 1        | 3        | 2015年12月27日 | 後楽園ホール                                                               |
| 第48代 | 全力バタンキュー （中森華子&木村響子）                           | 1        | 2        | 2016年8月14日  | 両国KFCホール                                                              |
| 第49代 | コマンド・ボリショイ&Leon                                        | 1        | 2        | 2017年1月9日   | ラゾーナ川崎プラザソル 2017年4月2日封印                                    |